# 神仙太乙膏
神仙太乙膏（しんせんたいつこう）とは、軟膏の漢方薬。黄色で独特の匂いがある。「神仙太一膏」として中国の北宋の徽宗の勅令による『太平恵民和剤局方』（陳師文、裴宗元、陳承の編著）に記載されていた処方をもとにしている。名前は中国語でtài yǐとなり太極、太一と同音で同じ意味である。
国内では、1970年メルスモン製薬が復活させた一般薬で、タイツコウ軟膏として販売している。第2類医薬品。
単に太乙膏ともいうが、メーカーによっては漢方処方でない太乙膏もあるので注意を要する。

## 効果・効能
- き り傷・むしさされ・とこずれ・やけど及びその他の肉芽形成（火傷）
- 赤み・熱をとる作用にすぐれ、アトピーの治療にも使われる

## 副作用
- 接触皮膚炎[3]

## 成分の例
100g中
- トウキ、ケイヒ、ダイオウ、シャクヤク、ジオウ、ゲンジン、ビャクシ各1g
- ゴマ油・ミツロウ各48g